# Jee Yong-ju
Jee Yong-ju, auch Ji Yong-Ju (* 19. Dezember 1948 in Wonju; † 25. August 1985 ebenda), war ein südkoreanischer Boxer im Halbfliegengewicht und Silbermedaillengewinner der Olympischen Sommerspiele 1968 in Mexiko-Stadt.

## Erfolge
Der rund 1,58 m große Jee Yong-ju nahm 1968 im Halbfliegengewicht (bis 48 kg) an den Olympischen Spielen in Mexiko teil und erreichte überraschend das Finale, nachdem er sich gegen Douglas Ogada aus Uganda (TKO), Wiktor Saporoschetz aus der Sowjetunion (3:2), Alberto Morales aus Mexiko (3:2) und Hubert Skrzypczak aus Polen (4:1) durchgesetzt hatte. Beim Kampf um die Goldmedaille unterlag er gegen Francisco Rodríguez aus Venezuela (2:3).
Bei den Asienspielen 1970 in Bangkok gewann er die Goldmedaille im Fliegengewicht. Nach seiner aktiven Karriere wurde er Trainer und betreute kurzzeitig die südkoreanische Boxnationalmannschaft. Im August 1985 starb er an den Folgen einer Messerattacke.